# José Pablo Burtovoy
José Pablo Burtovoy (Santa Fe, Argentina; 6 de noviembre de 1976) es un exfutbolista argentino. Actualmente es mánager de la selección boliviana de fútbol.
Hijo del exarquero José Luis Burtovoy, su hermano Leandro Luis Burtovoy es un exfutbolista, coordinador, mánager y actualmente entrenador.

## Trayectoria
Jugó en las selecciones juveniles dirigidas por Reinaldo Merlo, quien lo elogió antes de convocarlo al mundial en el año 1993 para el Campeonato Mundial Sub-17 en Japón año 1993.
Volvió a su Santa Fe natal y fichó para Colón en el 1996, teniendo un paso poco mediático hasta que algo sucedió. Fue el 30 de abril de 1998 en Paraguay por los octavos de final de la Copa Libertadores. Su director técnico de aquel momento, el “Profe” Córdoba, había confiado en él postergando a Leonardo Díaz, y el chico de 22 años le cumplió. Atajó muchísimo durante los 90 minutos, pero igualmente Olimpia ganó el partido 1 a 0 y debieron definir por penales. Y allí fue factor fundamental debido a que no sólo le atajó el primero a Félix Torres, sino también el segundo a Luis Monzón, el tercero a Paredes y el quinto al “Loco” González, ganándose el apodo de "Astroboy".
Pasado su momento, continuó en el Sabalero por dos años más, pero debido a la falta de oportunidades, hizo las valijas y firmó para el Veracruz de México (2000). No obstante, un año después alguien se acordó de él y desembarcó en Córdoba para intentar salvar a Belgrano del descenso, algo que fue imposible.
Sonó en Los Andes, pero siguiendo los buenos consejos de su padre, exarquero, firmó con Arsenal en el 2002 pero no llegó a jugar, postergado durante un par de temporadas por Alejandro Limia.
Sin darse por vencido, pasó a Chacarita Juniors en la temporada 2003-2004, club en el que llegó a disputar un encuentro cuatro años después de su último en Santa Fe. Lamentablemente la campaña del equipo "Funebrero" no fue buena y perdió la categoría. La nueva frustración lo hizo más fuerte, y volvió al norte del continente en busca de una revancha, pero también de mejorar su situación económica.
Arrancó de abajo en el Pioneros de Ciudad Obregón en el 2004 y desde ahí logró dar el salto al León en el año 2005, ambos de la segunda división de México, categoría en la que se destacó y llegó a jugar el partido de las estrellas para los extranjeros con Norberto Orrego, Diego Cocca, Roberto Cartés, Mauro Gerk, Mariano Monrroy y Claudio Sarriá.
Al irse de México, siguió jugando en el extranjero. Primero en Santa Fe de Colombia en el año 2006. En el 2007, emigró a Real Potosí de Bolivia. Un año después se desplazó a Chile, donde permaneció seis meses en Provincial Osorno. Tras presentar una licencia médica y finiquitar su contrato, decidió volver a Bolivia para jugar otros seis meses en Jorge Wilstermann. En el 2009, decidió fichar por Deportivo Anzoátegui de Venezuela y un año después emigró a Sport Boys de Perú.
En el 2010, volvió a Argentina para jugar en la Comisión de Actividades Infantiles, que estaba en la Primera B Nacional. En el 2011, fue fichado por Racing de Córdoba, donde jugó seis meses. Emigró entonces a Central Córdoba de Santiago del Estero, donde se mantuvo un año. 
A mediados de 2012, fue traspasado a Brown de Adrogué, donde al principio no fue titular pero a base de buenos rendimientos se ganó la titularidad. Aquí también fue figura atajando penales en el reducido de Primera B 2013, que ganó con Brown, consiguiendo el primer ascenso de la historia del club a la Primera B Nacional. En las semifinales contra Platense atajó tres penales, gracias a su gran experiencia, permitiéndole a Brown llegar a la final. En la final frente a Almagro fue la figura en los penales, atajando dos de ellos. A pesar del aceptable rendimiento en Brown sigue siendo calificado por muchos como un jugador "baldosero" ya que solo "triunfó" en dicho club y en Colón. Luego retornó a Central Córdoba de Santiago del Estero donde fue figura en el ascenso del conjunto santiagueño, que ascendió del Argentino A al Nacional B. Tras disputar el primer partido en esa categoría el jugador se retiró de la actividad siendo aclamado por la parcialidad "Ferroviaria".
Tras el retiro asumió como mánager de la selección boliviana de fútbol; además la Federación Boliviana de Fútbol (FBF) el día de su presentación, lo confirmó como colaborador del técnico Mauricio Soria, quien sugirió su contratación.

## Clubes
| Club                       | País      | Año       | PJ  |
| -------------------------- | --------- | --------- | --- |
| Colón                      | Argentina | 1993-2000 | 42  |
| Veracruz                   | México    | 2000      | 2   |
| Belgrano                   | Argentina | 2001-2002 | 0   |
| Arsenal                    | Argentina | 2002-2003 | 0   |
| Chacarita Juniors          | Argentina | 2003-2004 | 3   |
| Pioneros de Ciudad Obregón | México    | 2004-2005 | 41  |
| León                       | México    | 2005-2006 | 39  |
| Santa Fe                   | Colombia  | 2006      | 10  |
| Real Potosí                | Bolivia   | 2007      | 33  |
| Provincial Osorno          | Chile     | 2008      | 25  |
| Jorge Wilstermann          | Bolivia   | 2008      | 8   |
| Deportivo Anzoátegui       | Venezuela | 2009      | 3   |
| Sport Boys                 | Perú      | 2010      | 10  |
| CAI                        | Argentina | 2010      | 16  |
| Racing de Córdoba          | Argentina | 2011      | 29  |
| Central Córdoba (SdE)      | Argentina | 2011-2012 | 40  |
| Brown de Adrogué           | Argentina | 2012-2013 | 44  |
| Central Córdoba (SdE)      | Argentina | 2013-2015 |     |
| Total                      | Total     | Total     | 438 |

## Palmarés
| Título          | Club        | País    | Año  |
| --------------- | ----------- | ------- | ---- |
| Torneo Apertura | Real Potosí | Bolivia | 2007 |